# Alice Tumler
 (juillet 2024).
Si vous disposez d'ouvrages ou d'articles de référence ou si vous connaissez des sites web de qualité traitant du thème abordé ici, merci de compléter l'article en donnant les références utiles à sa vérifiabilité et en les liant à la section « Notes et références ».
Alice Tumler, née le 11 novembre 1978 à Innsbruck en Autriche, est une animatrice de télévision, coach de prise de parole en public et conférencière franco-autrichienne.

## Famille, formation et début dans les médias
Alice Tumler,  née le 11 novembre 1978 à Innsbruck en Autriche, d'une mère française et d'un père autrichien.
Après le baccalauréat, qu'elle passe en Autriche, elle fait des études de sociologie, médias et communication à l'University of London à Londres. Elle complète sa formation avec 1 an d'école de théâtre aux Cours Florent à Paris.
En 2003, elle part s'installer en Martinique pendant sept mois pour animer une émission de radio pour les jeunes sur RFO Martinique. 

## Carrière audiovisuelle
Début 2004, Alice Tumler intègre la chaine TRACE TV à Paris pour enregistrer des voix-off et doubler les reportages en français, allemand et anglais et fais ses premiers pas en tant qu’animatrice TV devant la caméra. 
La même année, elle anime sa première émission hebdomadaire «Le monde en direct» sur VOYAGE. 
En décembre 2004, elle coprésente les KORA All African Music Awards, le plus grand prix musical panafricain en français et anglais à Johannesburg en Afrique du Sud. 
Après une absence de deux ans, pendant laquelle elle voyage à travers l’Amérique latine et l’Asie, elle est repérée par un producteur de KM Production et revient sur le petit écran pour coprésenter au côté du batteur français Manu Katché l’émission musicale ONE SHOT NOT – une émission qu’elle anime en français, anglais et allemand de 2007 à 2011 sur ARTE.
De 2007 à 2014, Alice Tumler présente toutes sortes d’émissions culturelles et musicales sur ARTE, notamment ARTE Lounge, et couvre de nombreux festivals de musique comme Le Montreux Jazz Festival, Les Vieilles Charrues, le Hell Fest, le Jazz Open Stuttgart et de grandes émissions consacrées à la musique classiques avec des mises en scène insolites comme «La Bohème en banlieue» ou «Roméo et Juliette – raconté par Thomas Hengelbrock». 
En 2010, elle sillonne la côte argentine et brésilienne de l’Atlantique Sud pour tourner des documentaires de voyage avec la maison de production Bonne Pioche pour THALASSA sur France 3. 
Après la naissance de sa première fille, elle rejoint l’ORF, le service public autrichien, en 2013, pour présenter l’émission de divertissement prime time «Die grosse Chance». 
En Autriche, sa notoriété grandit vite, et grâce à sa personnalité internationale et son côté polyglotte, Alice Tumler se voit présenter de nombreux évènements télévisés internationaux comme le «Life Ball», le plus grand évènement dans la lutte contre le SIDA au monde. 
Après la victoire de Conchita Wurst à l’Eurovision 2014, Alice Tumler est sélectionnée pour présenter la 60ème édition de l’Eurovision en 2015 à Vienne en Autriche au côté d’Arabella Kiesbauer et Mirjam Weichselbraun. 
Après l’Eurovision, elle se retire de la télévision. Elle donne naissance à sa deuxième fille Lilo en 2016, et revient sur scène plus que pour de grands évènements internationaux engagés comme le Austrian World Summit à Vienne en Autriche en 2017, consacré à la problématique du changement climatique, organisé par Arnold Schwarzenegger. La même année, elle présente le «INDEX: Design to Improve Life Award» au côté de la princesse Mary du Danemark à Copenhague.
En Décembre 2017, elle est invitée à interviewer le président Emmanuel Macron à Accra au Ghana pour un entretien avec la jeunesse africaine dans l’émission «TRACE Meets Macron». 

## Coaching de prise de parole en public, développement personnel et conférences
Alice Tumler se retire de la télévision pour s’investir dans un projet qui lui tient à cœur et développe sa propre méthode à mi-chemin entre le coaching de prise de parole en public et le développement personnel: «Authentic Expression by Alice Tumler». 
Aujourd’hui, en plus de son activité de coach, elle a retrouvé la scène en tant que conférencière. Son sujet de prédilection: l’authenticité. 
Son premier spectacle – à mi-chemin entre une conférence et du stand-up s’intitule «Quand je serai grande, je serai comme moi-même». 

## Vie privée
Alice Tumler vit à Lyon avec son compagnon Francis Nyock et leurs deux enfants, Tia, née en 2011, et Lilo, née en 2016. 
Elle parle quatre langues couramment; le français, l’allemand, l’anglais et l’italien, et se fait comprendre en espagnol et portugais. 

## Émissions de télévisions
| Date                | Émission                                             | Chaine                          |
| ------------------- | ---------------------------------------------------- | ------------------------------- |
| Juin 2018           | Life Ball: Der Auftakt                               | ORF                             |
| Décembre 2017       | TRACE Meets Macron                                   | Trace TV                        |
| Février 2016        | Wer singt für Österreich?                            | ORF                             |
| Mai 2015            | Eurovision Song Contest                              | ORF, diffusé à travers le monde |
| Mai 2015            | Life Ball                                            | ORF                             |
| Février 2015        | Roméo et Juliette - raconté par Thomas Hengelbrock   | ARTE, Doclights                 |
| Mai 2014            | Europe Sings                                         | ORF, diffusé sur France 2       |
| Mai 2014            | Life Ball – Der Auftakt                              | ORF                             |
| 2013-2014           | Die Grosse Chance                                    | ORF                             |
| Juillet 2013        | Jazz Open Stuttgart                                  | ARTE, Opus Stuttgart            |
| Décembre 2012       | Un Prince presque parfait, avant-première officielle | Renault TV, Publicis, Zodiak    |
| Novembre 2012       | Apocalypse Flash Infos                               | ARTE, Program33                 |
| 2012-2014           | ARTE Lounge                                          | ARTE, studio.tv.film            |
| Juillet 2012        | Les Vieilles Charrues                                | ARTE, Sombrero                  |
| Juin 2012           | Hellfest                                             | ARTE, Sombrero                  |
| Juin-Septembre 2010 | Thalassa                                             | France Télévision, Bonne Pioche |
| 2007 - 2010         | ONE SHOT NOT                                         | ARTE, KM                        |
| Décembre 2009       | Fiesta Cubana Réveillon 2009                         | ARTE, EuroArts                  |
| Septembre 2009      | La Bohème en banlieue                                | ARTE, SF, TSR                   |
| Juillet 2009        | Montreux Jazz Festival                               | ARTE, TSR                       |
| Juin 2009           | Pari Roller                                          | Renault TV, RDF Media           |
| Mai 2009            | Festival de Cannes                                   | Renault TV, RDF Media           |
| Février 2009        | London Fashion Week                                  | Renault TV, RDF Media           |
| Octobre 2008        | Rock in the City                                     | ARTE, Morgane Production        |
| Juillet 2008        | Paleo Festival                                       | ARTE, Sombrero Productions      |
| Décembre 2004       | KORA All African Music Award                         | TRACE TV, SABC                  |
| 2004 - 2005         | Le Monde en direct                                   | Voyage                          |
| 2004 - 2006         | Animatrice et voix-off                               | TRACE TV                        |

## Évènementiel
| Date           | Évènement | Lieu                              |
| -------------- | --- | --------------------------------- |
| Septembre 2017 | INDEX: Design to Improve Life Award 2017                                                                                  | INDEX, Copenhague                 |
| Juin 2017      | R20 -Austrian World Summit Vienne                                                                                         |                                   |
| Février 2017   | PORR Congress | Vienne                            |
| Février 2015   | Marraine d’une éolienne                                                                                                   | Windkraft Simonsfeld              |
| Juin 2014      | Concours des jeunes boulangers d'Autriche                                                                                 | Comcharis, Vienne                 |
| Juin 2014      | PORR Congress | Vienne                            |
| Juin 2014      | Conférence du Tourisme Vienne                                                                                             | Wien Tourismus                    |
| Octobre 2014   | 50 ans d'accord de recrutement de main-d'œuvre entre l'Autriche et la Turquie                                             | Ministère des affaires étrangères |
| Janvier 2013   | Visionary Monday, MIDEM                                                                                                   | Reed Midem                        |
| 2012           | German High Tech Champion Award, Pollutec Lyon, organisé par Fraunhofer, organisation de recherche en sciences appliquées |                                   |
| Octobre 2012   | Tourisme et Culture: les grands défis de la Vallée du Rhin Supérieure. Conférence de presse                               |                                   |

## Production radiophoniques
2003: «Missié Polo» - RFO Martinique 

## Récompenses
2015: Tirolerin des Jahres